# Ougny
Ougny ist eine französische Gemeinde mit 27 Einwohnern (Stand 1. Januar 2022) im Département Nièvre in der Region Bourgogne-Franche-Comté (vor 2016 Bourgogne). Sie gehört zum Arrondissement Château-Chinon (Ville) und zum Kanton Château-Chinon (Ville) (bis 2015 Châtillon-en-Bazois). Die Einwohner werden Oignais genannt.

## Geographie
Ougny liegt etwa 52 Kilometer ostnordöstlich von Nevers am Rande des Morvan. Umgeben wird Ougny von den Nachbargemeinden Aunay-en-Bazois im Norden, Chougny im Osten, Tamnay-en-Bazois im Süden, Châtillon-en-Bazois im Südwesten sowie Mont-et-Marré im Westen.

## Bevölkerungsentwicklung
| Jahr                       | 1962 | 1968 | 1975 | 1982 | 1990 | 1999 | 2006 | 2011 | 2016 |
| -------------------------- | ---- | ---- | ---- | ---- | ---- | ---- | ---- | ---- | ---- |
| Einwohner                  | 81   | 85   | 50   | 47   | 42   | 39   | 45   | 28   | 25   |
| Quellen: Cassini und INSEE |      |      |      |      |      |      |      |      |      |

## Sehenswürdigkeiten
- Kirche Notre-Dame-de-la-Nativité